# The Freak Brothers
The Freak Brothers ist eine Zeichentrickserie für Erwachsene. Es basiert auf der Underground-Comicserie der 1960er Jahre namens The Fabulous Furry Freak Brothers. Die Zeichentrickserie hat ungefähr die gleichen Hauptcharaktere wie das Comicbuch und spielt im modernen San Francisco. Die Fernsehserie wurde Ende 2020 entwickelt.

## Handlung
Die drei Freaks Freewheelin’ Franklin, Phineas und Fat Freddy besuchen im Jahre 1969 das Woodstock-Festival. Dort soll laut Gerüchten die beste je in Umlauf gebrachte Droge zu bekommen sein. Bei einem indischen Guru erwerben sie das Elixier. Zurück in ihrem Haus, träufeln sie es auf einen Joint, rauchen diesen gemeinsam mit Fat Freddys Kater und erleben einen mächtigen Rausch. Anschließend fallen sie in einen  komatösen Schlaf aus dem sie erst fünfzig Jahre später aufwachen. Im San Francisco des Jahres 2020 gelangen sie zu dem Schluss, dass das Elixier sie auf eine Zeitreise in die Zukunft geschickt hat. Während sie nach einem Weg zurück in das Jahr 1969 suchen, haben sie mit den Tücken einer modernen Welt zu kämpfen, die sie zu großen Teilen nicht verstehen. Politische Korrektheit, Wokeness und Smartphones treffen auf die anachronistisch agierenden Freaks und führen zu zahlreichen Reibereien.

## Entstehung & Veröffentlichung
2019 wurde die Serie angekündigt. Sie wurde von Daniel und Jeremy Lehrer geschrieben und den Studio Starburns Industries animiert, das auch Rick and Morty produzierte. Im Vorfeld der des Serienstarts wurden am 6. Mai 2020 drei Minifolgen als Teaser veröffentlicht. Szenen aus diesen Minifolgen wurden im Vorspann der eigentlichen Serie, und das Lied aus der dritten Minifolge für den Pilotfilm wiederverwendet. Die eigentliche Serie wurde am 14. November 2021 auf Tubi veröffentlicht. 2022 startete die deutsche Fassung bei ProSieben Fun.

### Miniserie
| Nr. | Titel                       | Inhalt |
| --- | --------------------------- | --- |
| 1   | Kentucky Fried Freaks       | Nachdem sie 50 Jahre in der Zukunft aus ihrem Drogen-Rausch erwachten, stellten die drei Brüder fest, dass Kentucky Fried Chicken das Rezept seiner Hähnchengerichte geändert hat. Sie erfahren, dass Präsident Donald Trump die einzige Lunchbox mit dem Originalrezept besitzt, worauf sie zum Weißen Haus gehen und die Herausgabe der Hähnchengerichtes fordern. Es kommt zu einem Kampf, in dessen Verlauf Atomwaffen auf Washington DC niedergehen. Die Episode endet damit, dass die Brüder das erbeutete Hähnchengericht auf dem Dach des Weißen Hauses verspeisen, während um sie herum alles zerstört wird. |
| 2   | Ryan & The Reefer Factory   | Die Brüder erhalten die Gelegenheit zur Besichtigung von Ryans Reefer Factory, wo sie den dortigen Everlasting Doobie, den nie versiegenden Joint, stehlen wollten. In der Fabrik werden sie von Ryan Seacrest empfangen, den sie zur Ablenkung in den durch die Halle fließenden Ganja-Fluss stoßen. Die Brüder schaffen es bis zum Doobie, lösen dabei aber die gewichtsempfindliche Alarmanlage aus. Sie werden von Seacrests Truppen gestellt und abgeführt, dabei verärgert Franklin ungewollt den Kommandanten Peter Dinklage, der daraufhin die Brüder mit seinem Schwert angreift. Den Brüdern gelingt es über die Kanalisation zu entkommen. Seacrest bekommt kurzzeitig seinen Doobie wieder, der aber kurz darauf von Kitty wieder erbeutet wird. |
| 3   | Are You Ready For An Edible | Im Jahr 1969 kifften die drei Brüder einen von Phineas kreierten Dogencocktail, der sie physisch ins Jahr 2020 teleportiert. Sie betreten einen Coffeeshop und erfahren, dass Kannabis legalisiert wurde. Daraufhin führen sie im Laden einen Jubelgesang und Freudentanz über die Vorzüge des legalen Kiffens auf. Die Folge endet damit, dass sie von der Polizei festgenommen werden, nachdem sie in ihrer Ekstase den Laden verwüstet hatten. |

### Staffel 1
| Nr. | Titel                | Erstausstrahlung  | Handlung |
| --- | -------------------- | ----------------- | --- |
| 1   | Pilot                | 14. November 2021 | Die Hippies Franklin, Phineas, Freddy samt Katze Kitty leben in San Francisco, 1969 reisen sie zum Woodstock-Festival auf der Suche nach Swami Bhajan, der das Geheimnis des ultimativen Rausches kennen soll. Von diesem erhalten sie ein Elixier, mit dem sie in ihr Haus in San Francisco zurückkehren und es in ihrem Geheimzimmer mit etwas Gras rauchen. Daraufhin verfallen sie in einen katatonischen Zustand, aus dem sie erst 50 Jahre später wieder erwachen. Sie stellen fest, dass sich mittlerweile alles um sie verändert hat und ihr Haus jetzt Harper und Noah Switzer gehört, die sie vor die Tür setzen wollen, obwohl die ebenfalls im Anwesen wohnende Schwester Harpers, die Anwältin Gretchen, dagegen protestiert. |
| 2   | Squatters Rights     | 14. November 2021 | In Anbetracht der drohenden Obdachlosigkeit, bitten die Brüder Gretchen um Unterstützung die Wohnung behalten zu können. Sie reichen bei Gericht sie eine Klage ein mit dem Argument, dass sie die ganze Zeit auf dem Grundstück lebten, und somit einen Anspruch auf das Wohnrecht haben. In der Zwischenzeit beschließt das Trio, eine Zeitreise in die Vergangenheit zu unternehmen, indem sie das Gras, das sie vor Jahren geraucht hatten, wieder anbauen und das Elixier von Swami besorgen, der jetzt als Kundenbetreuer in einem örtlichen Großmarkt arbeitet. Zwar gelingt es ihnen, das Gras und Elixier zu beschaffen, doch endet der Versuch damit, dass die Kombination sie nur in Stase versetzt, jedoch keine Zeitreise bewirkt. Ihr Einspruch vor Gericht wird abgelehnt und Harper darf das Trio aus dem Haus werfen. Dies führt zu einem vorübergehenden Streit zwischen Harper und Gretchen, der beigelegt wird, als Phineas Harper in Schutz nimmt und erklärt, dass sie dies nur tut, um ihre Familie zu schützen. Dieses Mitgefühl überzeugt Harper, der den Brüdern erlaubt so lange als Mieter zu bleiben, wie sie ihre Miete zahlen und in ihrem versteckten Zimmer bleiben. |
| 3   | The Expendables      | 28. November 2021 | Um ihre Miete finanzieren zu können begeben sich die Brüder auf Jobsuche. Durch Kittys List erhalten sie schließlich eine Anstellung als Astronauten bei Jeff Bezos Blue Origin, ohne zu ahnen, dass er sie auf eine Reise ohne Wiederkehr schicken will. |
| 4   | Son of a Freak       | 28. November 2021 | Beim Besuch eines Ultimate-Fighting-Championship-Wettbewerbs bemerkt Phineas seine große Ähnlichkeit mit einem der Kämpfer. Er erfährt, dass der Kämpfer eine lukrative Karriere hat und die Identität seines Vaters nicht kennt, weswegen Phineas gerne annimmt, er sei ein Kind, das er in den 1960er Jahren gezeugt hatte. Der Kämpfer verbringt daraufhin viel Zeit im Haushalt der Switzers und entwickelt dabei eine engere Beziehung zu Gretchen. Dies verärgert Franklin, der sich selbst zu Gretchen hingezogen fühlt, und annimmt, dass sie auf Gegenseitigkeit beruhen. Schließlich gibt er eine DNA-Probe des Kämpfers an einen Ahnenforschungsdienst, der ihn mit seinem wahren Vater zusammenbringt. Schließlich verlässt der Kämpfer Gretchen und Phineas, den er bis zu diesem Zeitpunkt trainierte, um zu seinem Vater zurückzukehren. |
| 5   | Bo-Freakien Rap-Sody | 5. Dezember 2021  | Auf der Suche nach Gras treffen die Brüder den Rapper ScHoolboy Q. Ihre Begegnung mit ihm verläuft zunächst positiv. Als Freddy aber den goldenen Golfwagen des Rappers in einen See versenkt ändert sich dies. ScHoolboy Q schwört Rache, bis die Kosten für seinen Wagen beglichen sind. Der Streit gipfelt darin, dass ScHoolboy Q Kitty und mehrere andere Katzen entführt, die Gretchen für ein Therapieprogramm mit ehemaligen Sträflingen erworben hatte. In der Hoffnung, Gretchen zu beeindrucken, drängt Franklin seine Brüder, die Yacht von ScHoolboy Q zu überfallen. Unweigerlich werden sie erwischt und gezwungen Joints zu drehen, um Freddys Schulden zu begleichen. Sie machen kurzen Prozess mit ihrer Aufgabe und beeindrucken ScHoolboy Q. Der Frieden währt jedoch nur kurz, denn die Brüder versenken die Yacht, was den Groll des Rappers erneut anfacht. Trotzdem gelingt es den Brüdern, die Katzen zurückzuholen und damit Gretchens Vorhaben zu retten. |
| 6   | Gender No-Binary     | 12. Dezember 2021 | Phineas und Freddy besuchen einen Technikkongress, auf dem ein Aussteller seine detaillierten, weiblichen Androiden bewirbt, die Gesellschaft und Sex bieten können. Tess, eine der Androidinnen, macht sich aus dem Staub, nachdem sie Phineas sah, der nichts von ihrer wahren Natur weiß und sich schnell in sie verliebt hatte. Zunächst schockierte Phineas die Erkenntnis, dass Tess ein Roboter ist, doch kommt er schnell zum Schluss, dass dies irrelevant ist und er ihre Gesellschaft genießt. Diese Freude ist nur von kurzer Dauer, denn der Aussteller holt sich Tess zurück, löscht alle Erinnerungen und programmiert sie neu. Währenddessen geht Freddy eine Beziehung mit einer Prostituierten ein, die behauptet, ein Roboter zu sein. Nachdem sie erkennt, dass sie für ihre Dienstleistungen kein Geld von Freddy zu erwarten hat, gesteht sie schließlich ihre Fassade. In der Hoffnung Gretchens Aufmerksamkeit zu gewinnen, schließt sich Franklin ihrer Büchergruppe an. Doch stattdessen fühlen sich Gretchens Freundinnen von Franklin erotisch angezogen. Franklin nutzte die Gelegenheit und geht sexuelle Beziehungen mit den Frauen der Buchgruppe ein. Als Gretchen ihn in einer expliziten Situation erwischt reagiert sie gleichgültig. Schließlich enden die Beziehungen in der Ausbeutung Franklins, da die Frauen ihn nicht als Person, sondern als Werkzeug ihres sexuellen Vergnügens sehen. Gretchen kommt ihm schließlich zu Hilfe und beschimpft ihre Freundinnen, die Franklin wie einen Dildo mit Cowboyhut behandeln. Auf die Frage nach ihren eigenen Gefühlen, gesteht Gretchen, dass sie sich zu Franklin hingezogen fühlt. |
| 7   | The Candidate        | 19. Dezember 2021 | Harper und Gretchen sind ob des Bürgermeisterwahlkampfs in San Francisco zerstritten, da beide gegnerische Kandidaten unterstützen. Nach dem Auftauchen von kompromittierenden Fotos zieht sich Gretchens Kandidat zurück. Auf Franklins Drängen hin wird Freddy an seiner Stelle nominiert, nachdem ein Video von ihm beim Baden im Internet aufgetaucht war. Phineas ist von der ganzen Sache irritiert und weigert sich zu wählen. Er behauptet, sich in den 1960er Jahren von der Politik abgewandt zu haben, weil Bernie Sanders seine Idee des demokratischen Sozialismus kopiert hatte. Widerwillig wird er in die Partei gezogen, nachdem ihn die anderen ignorieren unterstützte er Harpers Kandidaten Dennis Chang zu unterstützen. Das politische Rennen findet ein Ende, als Freddy selbst wegen der Gelbfärbung seiner Haut ausscheidet, da er seinen Wahlkampf ausschließlich in einer tragbaren Badewanne führte und die Öffentlichkeit annimmt, dass er sich das gelbe Gesicht zugelegte, um sich über Chang lustig zu machen. Er gibt seine Kampagne auf und keiner der beiden Kandidaten gewinnt. Schließlich geht das Bürgermeisteramt an Pimco, eine behinderte Nebenfigur, die bisher in der Serie Teil einer Reihe von Witzen gewesen war. |
| 8   | Freakchella          | 26. Dezember 2021 | Auf einem Musikfestival entdecken Phineas und Freddy, dass Jim Morrison noch am Leben ist und sich als Hologramm ausgibt. Morrison teilt ihnen mit, dass er durch ein Portal bei den Four Corners durch die Zeit reist und lädt sie ein, ihm in die Vergangenheit zu folgen. Franklin zögert, er möchte seine Beziehung mit Gretchen und seinen neuen Job als Muse der Sängerin Taylor Swift nicht gefährden. Am Ende fährt er sie mit Swifts Tourbus zum Portal, wo sie erfahren, dass ScHoolboy Q sie alle ermorden will, und ihr alter Erzfeind Norberg the Narc ebenfalls im Bus sitzt. Das Trio entgeht knapp dem Tod, als ScHoolboy Q und Norberg zusammen mit Jim Morrison von dem Portal geschluckt werden, dieses aber verschwindet, bevor sie es betreten konnten. Sie kehren Heim und stellen entsetzt fest, dass diese Aktion einen Schmetterlingseffekt in der Geschichte bewirkte, die dazu führte, dass Gras nun illegal ist. Dann erwacht Kitty aus einem Alptraum und der Film lässt offen, ob der letzte Teil tatsächlich stattgefunden hatte. Zum Schluss der Folge öffnet sich das Portal auf Hinterhof der Freak Brothers und ScHoolboy Q kehrt aus der Vergangenheit zurück. |